# Lesní požáry v Kalifornii 2017
Série lesních požárů v Kalifornii zasáhla velkou část severní a jižní Kalifornie v roce 2017. Dle Kalifornského úřadu pro lesní a požární ochranu vypuklo kolem 9 133 požárů a bylo zasaženo 1 381 405 akrů (přibližně 559 035 hektarů) lesů.
Během prvních měsíců došlo k dešťům nad většinou Kalifornie, které dočasně zmírnily už několikaleté sucho. Nicméně podle zprávy, kterou vydalo National interagency fire center, byly na jaře travnaté plochy ještě mokré a důsledkem požárů bylo jejich následné vysušení.

## Lesní požáry
| Název                  | Okres           | Hektary | Vypuknutí požáru  | Uhašení požáru     | Status                            | Poznámky | Zdroj                                     |
| ---------------------- | --------------- | ------- | ----------------- | ------------------ | --------------------------------- | --- | ----------------------------------------- |
| Jayne                  | Fresno          | 2 322   | 20. dubna 2017    | 21. dubna 2017     | uhašeno                           | | [ 3 ]                                     |
| Opera                  | Riverside       | 546     | 30. dubna 2017    | 2. května 2017     | uhašeno                           | | [ 4 ]                                     |
| Elm                    | Fresno          | 4 186   | 18. května 2017   | 21. května 2017    | uhašeno                           | | [ 5 ]                                     |
| Gate                   | San Diego       | 832     | 20. května 2017   | 23. května 2017    | uhašeno                           | | [ 6 ]                                     |
| Oakwood                | Madera          | 579     | 10. června 2017   | 13. června 2017    | uhašeno                           | | [ 7 ]                                     |
| Highway                | Kern            | 616     | 18. června 2017   | 28. června 2017    | uhašeno                           | | [ 8 ]                                     |
| Holcomb                | San Bernardino  | 608     | 19. června 2017   | 29. června 2017    | uhašeno                           | | [ 9 ]                                     |
| Schaeffer              | Tulare          | 6 488   | 24. června 2017   | 10. srpna 2017     | uhašeno                           | | [ 10 ]                                    |
| Salmon August Complex  | Siskiyou        | 26 664  | 25. června 2017   | 7. října 2017      | uhašeno                           | | [ 11 ] [ 12 ]                             |
| Manzanita              | Riverside       | 2 553   | 26. června 2017   | 30. června 2017    | uhašeno                           | | [ 13 ]                                    |
| Hill                   | San Luis Obispo | 647     | 26. června 2017   | 30. června 2017    | uhašeno                           | 50 domů zničeno | [ 14 ]                                    |
| Winters                | Yolo            | 918     | 6. července 2017  | 12. července 2017  | uhašeno                           | | [ 15 ]                                    |
| Alamo                  | San Luis Obispo | 11 609  | 6. července 2017  | 19. července 2017  | uhašeno                           | 1 dům zničen a 1 poškozen | [ 16 ]                                    |
| Wall                   | Butte           | 2 441   | 7. července 2017  | 17. července 2017  | uhašeno                           | 41 domů a 48 stavení zničeno, 10 budov poškozeno                                                                              | [ 17 ]                                    |
| Whittier               | Santa Barbara   | 7 458   | 8. července 2017  | 5. října 2017      | uhašeno                           | 16 domů a 30 stavení zničeno, 7 budov poškozeno                                                                               | [ 18 ]                                    |
| Parkfield              | Monterey        | 735     | 8. července 2017  | 11. července 2017  | uhašeno                           | | [ 19 ]                                    |
| Garza                  | Fresno          | 19 785  | 9. července 2017  | 21. července 2017  | uhašeno                           | 1 budova zničena | [ 20 ]                                    |
| Long Valley            | Lassen          | 33 886  | 11. července 2017 | 21. července 2017  | uhašeno                           | | [ 21 ]                                    |
| Detwiler               | Mariposa        | 33 114  | 16. července 2017 | 24. srpna 2017     | uhašeno                           | 63 domů a 68 budov zničeno, 21 budov poškozeno                                                                                | [ 22 ]                                    |
| Modoc July Complex     | Modoc           | 33 637  | 24. července 2017 | 16. srpna 2017     | uhašeno                           | | [ 23 ]                                    |
| Orleans Complex        | Siskiyou        | 11 038  | 25. července 2017 | 26. září 2017      | uhašeno                           | | [ 24 ]                                    |
| Empire                 | Mariposa        | 2 578   | 1. srpna 2017     | 27. listopadu 2017 | uhašeno                           | | [ 25 ]                                    |
| Parker 2               | Modoc           | 3 115   | 3. srpna 2017     | 29. srpna 2017     | uhašeno                           | | [ 26 ]                                    |
| Young                  | Siskiyou        | 1 012   | 7. srpna 2017     | 28. srpna 2017     | spojeno s požárem Eclipse Complex | | [ 27 ]                                    |
| South Fork             | Mariposa        | 2 833   | 13. srpna 2017    | 27. listopadu 2017 | uhašeno                           | | [ 28 ]                                    |
| Blaine                 | Riverside       | 422     | 13. srpna 2017    | 16. srpna 2017     | uhašeno                           | | [ 29 ]                                    |
| Eclipse Complex        | Siskiyou        | 31 848  | 15. srpna 2017    | 29. listopadu 2017 | uhašeno                           | | [ 30 ]                                    |
| Pier                   | Tulare          | 14 794  | 29. srpna 2017    | 29. listopadu 2017 | uhašeno                           | | [ 31 ]                                    |
| Railroad               | Madera          | 5 021   | 29. srpna 2017    | 24. října 2017     | uhašeno                           | 5 domů a 9 budov zničeno | [ 32 ]                                    |
| Ponderosa              | Butte           | 1 625   | 29. srpna 2017    | 9. září 2017       | uhašeno                           | 32 domů a 22 stavení poškozeno                                                                                                | [ 33 ]                                    |
| Mud                    | Lassen          | 2 445   | 29. srpna 2017    | 1. září 2017       | uhašeno                           | | [ 34 ]                                    |
| Slinkard               | Mono            | 3 612   | 29. srpna 2017    | 12. září 2017      | uhašeno                           | | [ 35 ]                                    |
| Helena                 | Trinity         | 8 841   | 30. srpna 2017    | 15. listopadu 2017 | uhašeno                           | 133 budov zničeno | [ 36 ]                                    |
| Rouse                  | Riverside       | 0,14    | 30. srpna 2017    | 30. srpna 2017     | uhašeno                           | | [ 37 ]                                    |
| La Tuna                | Los Angeles     | 2 911   | 1. září 2017      | 9. září 2017       | uhašeno                           | 5 domů a 5 budov zničeno | [ 38 ]                                    |
| Palmer                 | Riverside       | 1 568   | 2. září 2017      | 6. září 2017       | uhašeno                           | | [ 39 ]                                    |
| Mission                | Madera          | 419     | 3. září 2017      | 13. září 2017      | uhašeno                           | 4 budovy zničeny | [ 40 ]                                    |
| Buck                   | Trinity         | 5 430   | 12. září 2017     | 20. listopadu 2017 | uhašeno                           | | [ 41 ]                                    |
| Lion                   | Tulare          | 7 649   | 24. září 2017     | 2. prosince 2017   | uhašeno                           | | [ 42 ]                                    |
| Canyon                 | Riverside       | 1 077   | 25. září 2017     | 4. října 2017      | uhašeno                           | 6 budov zničeno | [ 43 ]                                    |
| Cherokee               | Butte           | 3 406   | 8. října 2017     | 16. října 2017     | uhašeno                           | | [ 44 ]                                    |
| Atlas                  | Napa, Solano    | 20 891  | 8. října 2017     | 31. října 2017     | uhašeno                           | 6 úmrtí, 785 budov zničeno a 40 budov poškozeno                                                                               | [ 45 ]                                    |
| Tubbs                  | Napa, Sonoma    | 14 895  | 8. října 2017     | 31. října 2017     | uhašeno                           | 22 úmrtí, 1 zranění, 5 643 budov zničeno                                                                                      | [ 46 ]                                    |
| Nuns                   | Sonoma          | 22 887  | 8. října 2017     | 30. října 2017     | uhašeno                           | spojeno s požáry Norrbom, Adobe, Partrick, Pressley a Oakmont, 3 úmrtí, 1 200 budov zničeno                                   | [ 47 ]                                    |
| Redwood Valley Complex | Mendocino       | 14 780  | 8. října 2017     | 28. října 2017     | uhašeno                           | 9 úmrtí, 43 zranění, 545 budov zničeno                                                                                        | [ 48 ] [ 49 ]                             |
| La Porte               | Butte           | 2 489   | 9. října 2017     | 18. října 2017     | uhašeno                           | | [ 50 ]                                    |
| Cascade                | Yuba            | 4 042   | 9. října 2017     | 18. října 2017     | uhašeno                           | 4 úmrtí, 143 rezidenčních domů a 123 stavení zničeno                                                                          | [ 51 ]                                    |
| Sulphur                | Lake            | 893     | 9. října 2017     | 26. října 2017     | uhašeno                           | 150 budov zničeno | [ 52 ]                                    |
| Canyon 2               | Orange          | 3 730   | 9. října 2017     | 18. října 2017     | uhašeno                           | 25 budov zničeno a 55 budov poškozeno                                                                                         | [ 53 ]                                    |
| 37                     | Sonoma          | 672     | 9. října 2017     | 13. října 2017     | uhašeno                           | | [ 54 ]                                    |
| Pocket                 | Sonoma          | 7 024   | 9. října 2017     | 31. října 2017     | uhašeno                           | | [ 55 ]                                    |
| Lobo                   | Nevada          | 332     | 9. října 2017     | 18. října 2017     | uhašeno                           | nejméně 30 budov zničeno | [ 56 ]                                    |
| Bear                   | Santa Cruz      | 158     | 16. října 2017    | 27. října 2017     | uhašeno                           | 7 zranění, 4 budovy zničeny                                                                                                   | [ 57 ]                                    |
| Buffalo                | San Diego       | 440     | 17. října 2017    | 14. listopadu 2017 | uhašeno                           | | [ 58 ]                                    |
| Tank                   | Kern            | 20      | 25. října 2017    | 27. října 2017     | uhašeno                           | | [ 59 ]                                    |
| Wildomar               | Riverside       | 350     | 27. října 2017    | 29. října 2017     | uhašeno                           | | [ 60 ]                                    |
| Riverdale              | Los Angeles     | 16      | 4. prosince 2017  | 6. prosince 2017   | uhašeno                           | | [ 61 ]                                    |
| Thomas                 | Ventura         | 114 078 | 4. prosince 2017  | 12. ledna 2018     | uhašeno                           | druhý největší požár v historii Kalifornie, 1 063 budov zničeno, 280 domů poškozeno, 2 zranění a 1 mrtvý hasič a 1 mrtvá žena | [ 62 ] [ 63 ] [ 64 ] [ 65 ] [ 66 ] [ 67 ] |
| Creek                  | Los Angeles     | 6 321   | 5. prosince 2017  | 23. prosince 2017  | uhašeno                           | 123 domů zničeno, 81 domů poškozeno a 3 zranění hasiči                                                                        | [ 68 ] [ 69 ] [ 70 ]                      |
| Rye                    | Los Angeles     | 2 448   | 5. prosince 2017  | 12. prosince 2017  | uhašeno                           | 6 domů zničeno, 3 domy poškozeny a 1 zraněný hasič                                                                            | [ 71 ] [ 62 ] [ 72 ]                      |
| Meyers                 | San Bernardino  | 14      | 5. prosince 2017  | 6. prosince 2017   | uhašeno                           | | [ 73 ]                                    |
| Little Mountain        | San Bernardino  | 105     | 5. prosince 2017  | 7. prosince 2017   | uhašeno                           | 3 zranění | [ 74 ] [ 75 ] [ 76 ]                      |
| Paper                  | San Bernardino  | 1       | 5. prosince 2017  | 6. prosince 2017   | uhašeno                           | | [ 77 ] [ 78 ]                             |
| Skirball               | Los Angeles     | 171     | 6. prosince 2017  | 15. prosince 2017  | uhašeno                           | 6 budov zničeno, 12 budov poškozeno a 3 zranění hasiči                                                                        | [ 79 ] [ 80 ]                             |
| Lilac                  | San Diego       | 1 659   | 7. prosince 2017  | 16. prosince 2017  | uhašeno                           | 157 budov zničeno, 64 budov poškozeno a 4 zranění lidé a 3 hasiči                                                             | [ 81 ] [ 82 ]                             |
| Liberty                | Riverside       | 121     | 7. prosince 2017  | 9. prosince 2017   | uhašeno                           | 7 budov zničeno | [ 83 ] [ 84 ]                             |
| Sweetwater             | San Diego       | 3       | 8. prosince 2017  | 8. prosince 2017   | uhašeno                           | | [ 85 ]                                    |
| El Sereno              | Los Angeles     | 2       | 8. prosince 2017  | 8. prosince 2017   | uhašeno                           | | [ 86 ]                                    |
| Longhorn               | Riverside       | 8       | 13. prosince 2017 | 13. prosince 2017  | uhašeno                           | | [ 87 ]                                    |
| Coast                  | Santa Barbara   | 6       | 14. prosince 2017 | 15. prosince 2017  | uhašeno                           | | [ 88 ]                                    |
| Range 219              | San Diego       | 41      | 15. prosince 2017 | 15. prosince 2017  | uhašeno                           | | [ 89 ]                                    |
| Drum                   | Santa Barbara   | 6       | 16. prosince 2017 | 17. prosince 2017  | uhašeno                           | | [ 90 ]                                    |
| Riverbottom            | Riverside       | 18      | 21. prosince 2017 | 24. prosince 2017  | uhašeno                           | 2 budovy poškozeny | [ 91 ] [ 92 ]                             |
| Oro Vista              | Los Angeles     | 5       | 28. prosince 2017 | 29. prosince 2017  | uhašeno                           | | [ 93 ] [ 94 ]                             |

## Lesní požáry v severní Kalifornii
Na začátku října 2017 vypukly na severu Kalifornie série lesních požárů. Jednalo se o oblasti Napa, Lake, Sonoma, Mendocino, Butte, Yuba a Solano. Zničily více než 8 900 domů a zabily nejméně 44 lidí. Dalších 192 bylo zraněno. Téměř 100 000 lidí muselo opustit svoje domovy. Požáry zničily přes 99 148 hektarů lesů a škoda je odhadována na 9 miliard dolarů.
Většina požárů vypukla 8. října, ty poslední 9. října. První požáry se podařilo uhasit 12. října. Další až 16. a 19. října. Jeden z největších požárů se podařilo uhasit v oblasti Mendocino 26. října. Nese název Redwood Valley Complex a zničil okolo 14 780 hektarů lesů a travnatých ploch a zabil 9 lidí.
28. října 2017 byl uhašen druhý největší lesní požár zvaný Atlas. Zničil okolo 20 891 hektarů lesů a travnatých ploch a zabil 6 lidí. 
31. října došlo k uhašení posledních požárů zvaných Pocket a Tubbs. Dohromady zničily okolo 21 919 hektarů lesů.

## Lesní požáry v jižní Kalifornii
Na začátku prosince 2017 vypukly na jihu Kalifornie série lesních požárů. Jednalo se o oblasti Ventura County, Los Angeles County, San Diego County a Riverside County. Požáry zničily okolo 1 355 budov, zemřela při nich jedna žena a hasič, bylo zraněno několik civilistů a hasičů. Téměř 230 000 lidí muselo opustit svoje domovy. Bylo zničeno přes 120 596 hektarů lesů.
Jedním ze tří prvních lesních požárů, které vypukly 4. prosince, je Thomas. Jednalo se o největší požár v Kalifornii v roce 2017 a podařilo se ho uhasit až v nadcházejícím roce a to 12. ledna 2018. Má na svědomí dva lidské životy a okolo 114 078 hektarů zničených lesů a travnatých ploch.